# پانوتی
پانوتی (به لاتین: Panauti) یک شهرداری در نپال است که در استان شماره ۳ واقع شده‌است. پانوتی ۱۱۸٫۰۰ کیلومتر مربع مساحت و ۴۶٬۵۹۵٫۰۰ نفر جمعیت دارد.